# Ши Цун
Ши Цун (кит.: 侍聪, Shi Cong, нар. 2001, Гуансі-Чжуанський автономний район) — китайський гімнаст, бронзовий призер чемпіонату світу.

## Спортивна кар'єра
Спортивною гімнастикою займається з 2006 року.

#### 2021
На дебютному чемпіонаті світу в Кітакюсю, Японія, виборов бронзу на паралельних брусах.

## Результати на турнірах
| Рік  | Змагання        | КБ | ІБ | Вільні вправи | Кінь | Кільця | Опорний стрибок | Паралельні бруси | Перекладина |
| ---- | --------------- | -- | -- | ------------- | ---- | ------ | --------------- | ---------------- | ----------- |
| 2020 | Чемпіонат Китаю | 1  | 9  |               |      |        |                 |                  |             |
| 2021 | Чемпіонат Китаю | 1  |    |               |      |        |                 |                  |             |
| 2021 | Чемпіонат світу |    | 6  |               |      |        |                 | 3                |             |
| 2023 | Універсіада     | 1  | 2  |               |      |        |                 |                  | 2           |
| 2023 | Чемпіонат світу | 2  |    |               | 32   |        |                 | 2                | 60          |